# روراله رود
مديرية روراله رود (بالأردوية: روڑالہ روڈ) هي إحدی مدیریات مدينة فيصل آباد. تبعد من فیصل آباد 42 کم وتقع فی الجھۃ الشمالیۃ الشرقیۃ من المدینۃ۔
وتقع رولالہ الإقليمية بين جرانوالہ وتاندلیانوالہ الإقليمية. هو الرمز البريدي 37200. فقد محطة للسكة الحديد, تقف الحافلات, سيارات الأجرة والأسواق الصغيرة والكبيرة وبعض الوقوف. وهو مركز تجاري في جميع القرى الواقعة بالقرب من الموقع. وكانت أنشط رولالہ الطريق القرى مع أحد أكبر في المناطق المحيطة البازار فيصل آباد في اواخر السبعينات إلى 1980م ", ولكن نظرا إلى الهجرة, فيصل آباد ولاهور بما في ذلك المدن فإن أهميته قد هبطت أصوات۔

## خازن الغذاء
وهناك أربعة تخزين الطعام رولالہ في الطريق, التي يديرها البنجاب الحكومة.

## التعليم
مدارس هذه المدينة تشمل التالي
- نوعية المجمع التربوي
- التيار إقبال
- الجمهور جناح المدارس مدرسة
- أسامة المدارس

## حوالہ
1. ↑  GeoNames (بالإنجليزية), 2005, QID:Q830106
2. ↑  Towns & Unions in the City District of Faisalabad نسخة محفوظة 03 2يناير2 على موقع واي باك مشين.
3. ↑  Government of the Punjab Food Storage Godowns Details نسخة محفوظة 02 2يناير2 على موقع واي باك مشين.